# 水星汽车
水星（Mercury）是美国福特汽车一个已解散的部门。它由埃德塞尔·福特于1938年创立，定位中端市场，介于福特和林肯之间。
因销售额和市场占有率持续下滑，福特于2010年底宣布关闭该部门。最后一款水星汽车是2011年的水星大侯爵。